# Кузьмін Валерій Васильович
Валерій Васильович Кузьмін (нар. 23 березня 1947, Комсомольськ-на-Амурі, Хабаровський край, РРФСР) — радянський футболіст та тренер, виступав на позиції захисника.

## Кар'єра гравця

### Ранні роки. «Локомотив» (Херсон)
Народився в місті Комсомольськ-на-Амурі (Хабаровський край), але в ранньому віці разом з родиною переїхав до Кременчука, де в 1962 році закінчив школу. Дорослу футбольну кар'єру розпочав 1965 року в місцевому «Дніпрі», який виступав у Класі «Б» чемпіонату СРСР. В радянській першості зіграв 14 матчів, ще 1 поєдинок провів у кубку СРСР. Під час виступів за «Дніпро» отримав пропозицію перейти до луганської «Зорі», але зрештою Валерій відмовив луганцям.
Під час одного з матчів опікав Анатолія Норова, вдалу гру захисника помітили тренери-селекціонери «Локомотива» й запропонували йому перейти до команди. Херсонський колектив виступав у класі «Б», де гравець відіграв три сезони.

### Одеський етап кар'єри
За Валерієм Кузьміним продовжували стежити тренери-селекціонери «Зорі», які невдало намагалися переконати захисника перебратися до луганців. але в 1968 році він отримав запрошення від «Чорноморця», який очолив Сергій Шапошников. У футболці одеського клубу дебютував 17 квітня 1968 року в переможному (4:0) домашньому поєдинку 3-го туру першої групи класу «А» проти луганської «Зорі». Валерій вийшов на поле на 75-й хвилині, замінивши Василя Москаленка. В Одесі грав як у півзахисті, так і на позиції лівого або правого захисника. У 1970 році в Одесі спалахнула епідемія холери, тому «Чорноморцю» довелося проводити домашні матчі в Києві, як наслідок, команда вилетіла з еліти радянського футболу, але Валерій Кузьмін продовжив виступи в команді. У сезоні 1972 році провів 1 матч (у кубку СРСР) за «Чорноморець», решту часу провів в оренді в хмельницькому «Динамо». Причиною переходу став конфлікт з тодішнім головним тренером одеситів Анатолієм Зубрицьким За «динамівську» команду в класі «Б» відзначився 3-ма голами. Напередодні старту сезону 1973 року повернувся до «моряків». Єдиним голом за «Чорноморець» відзначився 27 червня 1973 року на 77-й хвилині переможного (3:1) домашнього поєдинку 1/8 фіналу кубку СРСР проти карагандинського «Шахтаря». Кузьмін вийшов на поле в стартовому складі та відіграв увесь матч.
У 1973 році вже 27-річному захиснику прийшла повістка до армії. Військову службу проходив з 1974 по 1975 рік у складі «Команди міста Тирасполя». Отримав пропозицію залишитися в відродженому СКА, але вирішив відмовитися від пропозиції. У 1975 році повернувся до «Чорноморця», але почав отримувати менше ігрового часу.

## Кар'єра тренера
По завершенні кар'єри гравця почав працювати тренером. Спочатку працював у СДЮШОР «Чорноморець», але згодом залишив команду. Потім тренував дітей у ДЮСШ СК «Одеса». Серед його вихованців — Геннадій Ніжегородов.